# آیشفلد
آیشفلد (به آلمانی: Eichfeld) یک منطقهٔ مسکونی در اتریش است که در زودوست‌اشتایرمارک واقع شده‌است. آیشفلد ۱۷٫۹۸ کیلومتر مربع مساحت دارد ۲۳۸ متر بالاتر از سطح دریا واقع شده‌است.